# Staatsschuldenquote in der Slowakei
Die Staatsschuldenquote der Slowakei gibt das Verhältnis zwischen den slowakischen Staatsschulden einerseits und dem slowakischen nominalen Bruttoinlandsprodukt andererseits an.

## Entwicklung in den letzten Jahren
Die Staatsschuldenquote der Slowakei stieg aufgrund der Finanzkrise zwischen 2008 und 2013 an. Entsprach die Staatsverschuldung von 18,6 Mrd. Euro Ende 2008 einer Staatsschuldenquote von 27,9 %, so erreichte die Staatsschuldenquote Ende 2013 angesichts eines Schuldenstandes von dann inzwischen 40 Mrd. Euro einen Wert von 55,4 %.
Zum Ende des 2. Quartals 2015 lag die slowakische Staatsschuldenquote gemäß Eurostat bei 54,5 % bei einem Schuldenstand von 41,6 Mrd. Euro. Damit liegt sie weiterhin deutlich unterhalb der durchschnittlichen Quoten für die Eurozone (92,2 %) und für die Europäische Union (87,8 %, jeweils zum 30. Juni 2015).

## Prognostizierte Entwicklung
Der Internationale Währungsfonds ging davon aus, dass die Staatsschuldenquote der Slowakei bis Ende 2019 bei einem Schuldenstand von dann 45,7 Mrd. Euro auf 49,3 % zurückgeht. Damit hätte die Slowakei das Maastricht-Kriterium von höchstens 60 % weiterhin erreicht.